# Young Republicans
O Young Republicans é uma organização dos membros do Partido Republicano dos Estados Unidos com idades de 18 a 40 anos. Ele tem tanto sua administração nacional como filiais em diversos estados. Os interesses do clube Young Republican são sociais e políticos. Muitos deles patrocinam vários eventos sociais para membros. Além disso, o clube Young Republicans ajudam as causas e candidatos do Partido Republicano.
A ala mais velha do Young Republican club no país é o Clube de Jovens Republicanos de Nova Iorque, em Nova Iorque que foi fundado em abril de 1911 e incorporado em 19 de fevereiro de 1912.(Existem dois grupos New York Young Republican Club, Inc. Um deles um deles tem o logotipo do Young Republicans e o outro não.)
Mesmo que frequentemente não pareça, o YRNF atua independentemente do Partido Republicano.

## História
Mesmo que as organizações jovens republicanas existissem desde 1859, A federação nacional Young Republican foi fundada por George H. Olmsted durante a administração de Herbert Hoover. O YRNF foi fundado oficialmente em 1931.

## Membros Notáveis
- Jeb Bush, ex-governador da Flórida
- Hillary Clinton, Já foi republicana agora é democrata, ex-secretária de Estado dos Estados Unidos
- John Cornyn, atual senador da Texas
- Charlie Crist, Já foi republicano agora é democrata, ex-governador da Flórida
- Robert Gates, ex-secretário de defesa dos Estados Unidos
- Tim Pawlenty, ex governador de Minessota e candidato presidencial
- Martha Roby, congressista do Alabama
- Rick Santorum, Senador da Pensilvânia
- Don Sundquist, ex governador do Tennessee